# Petja Piiroinen
Petja Piiroinen (* 15. August  1991 in Hyvinkää) ist ein finnischer Snowboarder, der vor allem im Big Air antritt, bisweilen auch in der Halfpipe und im Slopestyle.
Seit 1998 fährt Piiroinen Snowboard, Petjas älterer Bruder Peetu Piiroinen ist ebenfalls Snowboarder und geht im Weltcup und der Ticket to Ride World Tour an den Start.
Sein Debüt im Snowboard-Weltcup war am 22. Dezember 2007 in Sofia, wo er bei einem Big-Air-Wettbewerb auf Anhieb den achten Platz belegte. Seinen ersten Podiumsplatz schaffte er in derselben Saison in Graz im Januar 2008 – ebenfalls im Big Air, als er Dritter wurde. Bei den FIS-Juniorenweltmeisterschaften im März 2008 gewann er in dieser Disziplin den Titel vor Roger Kleivdal und Tero Manninen, in der Halfpipe belegte er Rang 32. Die Saison 2008/09 begann er mit einem achten Platz beim Sieg seines Bruders in London. Einem weiteren Top-Ten-Platz folgte der sechste Rang bei den Snowboard-Weltmeisterschaften 2009 im koreanischen Gangwon. Im August 2010 holte er bei den Snowboard-Juniorenweltmeisterschaften 2010 in Cardrona Gold im Big-Air-Wettbewerb. Zum Beginn der Saison 2010/11 belegte er beim Weltcuprennen in Stockholm den zweiten Platz. Bei den Snowboard-Weltmeisterschaften 2011 in La Molina errang er den 10. Platz im Slopestyle. Im Big-Air-Wettbewerb gewann er die Goldmedaille. Im April 2011 wurde er finnischer Meister im Slopestyle. Bei den Snowboard-Weltmeisterschaften 2012 in Oslo kam er auf den 32. Rang im Slopestyle. Im anschließenden Weltcuprennen in Stoneham erreichte er den zweiten Platz im Big-Air-Wettbewerb. Die Saison 2011/12 beendete er auf den dritten Platz in der Freestylegesamtwertung und den zweiten Rang in der Big-Air-Wertung. Bei den Snowboard-Weltmeisterschaften 2013 in Stoneham belegte er den neunten Platz im Slopestyle und den achten Rang im Big Air. In der Saison 2013/14 holte er ebenfalls in Stoneham seinen ersten Weltcupsieg im Big-Air. Es folgte in der Saison ein zweiter Platz im Slopestyle am Kreischberg. Die Saison beendete er auf den dritten Platz in der Slopestylewertung und den zweiten Rang in der Freestylegesamtwertung. Bei den Snowboard-Weltmeisterschaften 2015 am Kreischberg errang er den 19. Platz im Slopestyle.

## Erfolge
- 19. März 2008 1. Platz FIS-Juniorenweltmeisterschaft (Big Air)
- 31. August 2010 1. Platz FIS-Juniorenweltmeisterschaft (Big Air)
- 15. Januar 2011 1. Platz FIS-Weltmeisterschaft (Big Air)